# العلاقات الكازاخستانية الميانمارية
العلاقات الكازاخستانية الميانمارية هي العلاقات الثنائية التي تجمع بين كازاخستان وميانمار.

## مقارنة بين البلدين
هذه مقارنة عامة ومرجعية للدولتين:
| وجه المقارنة                                              | كازاخستان                      | ميانمار          |
| --------------------------------------------------------- | ------------------------------ | ---------------- |
| المساحة (كم2)                                             | 2.72 مليون                     | 676.58 ألف       |
| عدد السكان (نسمة)                                         | 17.95 مليون                    | 53.37 مليون      |
| الكثافة السكانية (ن./كم²)                                 | 6.6                            | 78.88            |
| العاصمة                                                   | نور سلطان                      | نايبيداو، يانغون |
| اللغة الرسمية                                             | اللغة القازاقية، اللغة الروسية | اللغة البورمية   |
| العملة                                                    | تينغ كازاخستاني                | كيات ميانماري    |
| الناتج المحلي الإجمالي (بليون دولار)                      | 159.41 مليار                   | 69.32 مليار      |
| الناتج المحلي الإجمالي (تعادل القوة الشرائية) بليون دولار | 439.39 مليار                   | 282.95 مليار     |
| الناتج المحلي الإجمالي الاسمي للفرد دولار أمريكي          | 10.51 ألف                      | 1.16 ألف         |
| الناتج المحلي الإجمالي للفرد دولار أمريكي                 | 24.23 ألف                      |                  |
| مؤشر التنمية البشرية                                      | 0.788                          | 0.536            |
| رمز المكالمات الدولي                                      | +7                             | +95              |
| رمز الإنترنت                                              | .kz، .қаз ‏                     | .mm              |
| المنطقة الزمنية                                           | ت ع م+05:00، ت ع م+06:00       | ت ع م+06:30      |

## منظمات دولية مشتركة
يشترك البلدان في عضوية مجموعة من المنظمات الدولية، منها:
| علم المنظمة | اسم المنظمة                        | تاريخ انضمام كازاخستان | تاريخ انضمام ميانمار |
| ----------- | ---------------------------------- | ---------------------- | -------------------- |
|             | مؤسسة التنمية الدولية              | 23 يوليو 1992          | 5 نوفمبر 1962        |
|             | مؤسسة التمويل الدولية              | 30 سبتمبر 1993         | 3 ديسمبر 1956        |
|             | منظمة حظر الأسلحة الكيميائية       | ?                      | ?                    |
|             | الأمم المتحدة                      | 2 مارس 1992            | 19 أبريل 1948        |
|             | الاتحاد الدولي للاتصالات           | 23 فبراير 1993         | 15 سبتمبر 1937       |
|             | منظمة الشرطة الجنائية الدولية      | ?                      | ?                    |
|             | البنك الدولي للإنشاء والتعمير      | 23 يوليو 1992          | 3 يناير 1952         |
|             | الاتحاد البريدي العالمي            | ?                      | ?                    |
|             | وكالة ضمان الاستثمار متعدد الأطراف | 12 أغسطس 1993          | 16 ديسمبر 2013       |
|             | بنك التنمية الآسيوي                | 1994                   | 1973                 |
|             | يونسكو                             | 22 مايو 1992           | 27 يونيو 1949        |

## وصلات خارجية
- موقع وزارة الخارجية الكازاخستانية
- موقع وزارة الخارجية الميانمارية